# John Robert Booker
John Robert Booker (* 24. Juli 1942 in Sydney; † 13. Januar 1998 ebenda) war ein australischer Bauingenieur der Geotechnik.
Booker studierte ab 1960 Bauingenieurwesen und Mathematik an der Universität Sydney, wo er bei Ted Davis in Bauingenieurwesen promoviert wurde. Danach wurde er Reader und 1985 Professor für Technische Mechanik in Sydney. 1989 bis 1994 stand er dort der Fakultät für Bauingenieurwesen und Bergbau vor. Ab 1990 war er Prodekan der Fakultät für Ingenieurwesen. Er war Gastwissenschaftler an der University of California, Berkeley (Senior Fulbright Fellowship), der Universität Cambridge, am Kings College London und der University of Western Ontario.
Booker veröffentlichte rund 250 wissenschaftliche Aufsätze. Sein Schwerpunkt lag in der analytischen Behandlung von Problemen der Geotechnik. Unter anderem befasste er sich mit der Wechselwirkung von Bauwerken mit dem Boden, Kriechsetzungen, Konsolidation, Anwendungen der Plastizitätstheorie auf Tragfähigkeitsprobleme, thermomechanisches Verhalten von Böden und Fels und Transport von Schadstoffen im Grundwasser.
Er war regelmäßiger Berater bei der australischen Ingenieursfirma Coffey Partners International. Er war Fellow der Institution of Engineers in Australien. 1997 wurde er Officer des Order of Australia und 1995 Fellow der Australian Academy of Sciences. Er erhielt 1994 die Medal for Distinguished Contributions in Geomechanics der International Association of Computer Methods and Advances in Geomechanics und hielt 1995 die E. H. Davis Memorial Lecture der Australian Geomechanics Society.
Er sollte 1999 die Rankine Lecture halten, starb aber vorher. 1983 erhielt er für seine Arbeiten in Geomechanik einen Doktorgrad der Universität Sydney.
Er war verheiratet und hatte zwei Töchter.
Die IACMAG (International Association for Computer Methods and Advances in Geomechanics) vergibt zu seinen Ehren die John Booker Excellence Medal.

## Schriften
- mit R. K. Rowe, R. M. Quigley Clayey Barrier Systems for Waste Disposal Facilities, Spon/Chapman and Hall 1995
- Herausgeber mit G. Gioda, M. Zaman: Modeling in Geomechanics, Wiley 2000
- Herausgeber mit G. Beer, J. P. Carter Computer methods in advanced geomechanics, 3 Bände, Balkema, Rotterdam 1991 (Proc. 7th Int. Conf. Comp. Methods Advanced Geomechanics, Cairns)